# Pterocereus gaumeri
Pterocereus gaumeri T.MacDoug. & Miranda  – gatunek sukulentów z rodziny kaktusowatych (Cactaceae). Należy do monotypowego rodzaju Pterocereus T.MacDoug. & Miranda Ceiba 4: 135. 6 Feb 1954.

## Systematyka
Zdaniem niektórych systemów klasyfikacyjnych Pterocereus to synonim rodzaju Pachycereus (A.Berger) Br. & R. Reveal uznaje taksony Pachycereus i Pterocereus jako odrębne rodzaje.
Pozycja w systemie Reveala (1993-1999)
Gromada okrytonasienne (Magnoliophyta Cronquist), podgromada Magnoliophytina Frohne & U. Jensen ex Reveal, klasa Rosopsida Batsch, podklasa goździkowe (Caryophyllidae Takht.), nadrząd  Caryophyllanae Takht.,  rząd goździkowce (Caryophyllales Perleb), podrząd Cactineae Bessey in C.K. Adams, rodzina kaktusowate (Cactaceae Juss.), rodzaj Pterocereus T.MacDoug. & Miranda.